# Kyrsten Sinema
Kyrsten Lea Sinema, född 12 juli 1976 i Tucson, Arizona, är en amerikansk oavhängig (tidigare demokratisk) politiker och tidigare socialarbetare. Hon var ledamot av USA:s senat från Arizona från januari 2019 till januari 2025. Hon var ledamot av USA:s representanthus från 2013 till 2019.
Sinema vann senatsvalet i Arizona år 2018 och efterträdde Jeff Flake. Eftersom Sinemas kampanj blev framgångsrik, är hon den första kvinnliga senatorn från Arizona, den första öppet bisexuella personen vald till den amerikanska senaten och den andra öppet HBTQ-personen någonsin att tjäna i senaten, efter Tammy Baldwin. Sinema blev den första demokraten att väljas till USA:s senat från Arizona sedan Dennis DeConcini år 1988. I december 2022 lämnade hon Demokratiska partiet och blev oberoende senator.
Sinema anses vara en centrist. Hon är en av tre oberoende i senaten; de andra är Bernie Sanders från Vermont och Angus King från Maine, som båda ingår i demokraternas partigrupp. Hon har meddelat att hon kommer att lämna senaten vid slutet av sin mandatperiod 2025 och inte kandidera för omval. Demokraten Ruben Gallego vann Sinemas säte i senatsvalet år 2024.

## Biografi
Sinema är dotter till advokaten Dan Sinema och Marilyn Wiley. Hon har en äldre bror och en yngre syster.  Föräldrarna skilde sig när hon var barn och hennes mor, som hade vårdnaden om barnen, gifte om sig. Tillsammans med sina syskon, mor och styvfar flyttade Sinema till De Funiak Springs, Florida. När hennes styvfar förlorade sitt jobb och banken tvångsförsålde deras hem, bodde familjen under tre år i en övergiven bensinstation i Florida. Sinema har sagt att de under två år inte hade någon toalett eller elektricitet medan de bodde där. Sinema uppfostrades som medlem av Jesu Kristi Kyrka av Sista Dagars Heliga.
Sinema utexaminerades som toppstudent vid 16 års ålder och avlade kandidatexamen vid Brigham Young University år 1995 vid 18 års ålder. Hon lämnade mormonkyrkan efter examen vid BYU. Sinema avlade masterexamen i socialt arbete från Arizona State University år 1999. År 2004 avlade hon juristexamen vid Arizona State University. År 2012 avlade hon filosofie doktorsexamen, även det i Arizona State.
Sinema var socialarbetare från 1995 till 2002. År 2000 arbetade hon med Ralph Naders presidentkampanj. Hon tjänstgjorde som biträdande affärsjuridiks professor vid Arizona Summit Law School. Sinema blev sedan försvarsadvokat år 2005.

## USA:s senat

### Senatsvalet i Arizona 2018
Den 28 september 2017 meddelade Sinema att hon skulle ställa upp i senatsvalet år 2018 i Arizona. Primärvalet för båda partier var den 28 augusti 2018. Hennes kandidatur stöddes av tidigare vicepresidenten Joe Biden.
Federal Election Commission arkivering som släpptes i april 2018 visade att Sinema hade samlat in över 8,2 miljoner dollar, mer än de tre ledande republikanska primärvals kandidaterna kombinerat.
I augusti 2018, vann Sinema den demokratiska nomineringen till senaten. Hennes republikanska motståndare i valet var Martha McSally. Den 12 november 2018, besegrade Sinema republikanen McSally med en marginal på 50 procent till 47,6 procent.

### Ämbetstid
Under ämbetsceremonins ed, ledd av vicepresident Mike Pence, bestämde Sinema att inte svära sig in på den traditionella Bibeln och valde istället kopior av USA:s konstitution och Arizonas konstitution. Den 14 februari 2019 röstade hon för att bekräfta William Barr som USA:s justitieminister.
I februari 2020 röstade Sinema med alla andra demokratiska senatorer för att döma president Donald Trump i hans riksrätt rättegång.
I december 2022 meddelade Sinema att hon lämnat det demokratiska partiet och registrerat sig som oberoende.

## Politiska positioner
Sinema har beskrivits som en moderat till konservativ demokrat, i allmänhet socialliberal men skattemässigt moderat till konservativ. National Journal gav Sinema under 2013 en sammansatt ideologipoäng på 57 procent liberal och 43 procent konservativ.
Hon har nämnt senatorn Joe Manchin från West Virginia som en förebild. Hon var en av de mest konservativa demokraterna i representanthuset under hennes ämbetstid. Enligt Bipartisan Index skapad av Richard Lugar, var Sinema den sjätte mest partiöverskridande medlemmen i representanthuset under 2017.
I december 2022 registrerade hon sig som oberoende; hon sa att hon inte skulle ingå i republikanernas partigrupp och att hon nådde en överenskommelse med senatens majoritetsledare Chuck Schumer om att behålla sina utskottsuppdrag genom demokraternas partigrupp.
Under 2015 röstade hon 73 procent med majoriteten av demokraterna. Enligt FiveThirtyEight hade Sinema röstat i linje med president Donald Trumps positioner 51,9 procent av tiden.
Sinema stödjer aborträttigheter. Hon har fått stöd av EMILY's List.
Hon är för striktare vapenlagar som att kräva bakgrundskontroller på vapenförsäljning mellan privata medborgare vid vapenshower och att kräva en licens för vapeninnehav.

## Privatliv
Sinema har varit gift med Blake Dain. De var klasskamrater vid BYU.
Sinema har rapporterats att vara den enda icke-religiösa medlemmen i USA:s kongress. Hon är också den första öppet bisexuella medlemmen av kongressen.

## Utvalda verk
- Sinema, Kyrsten (2009). Unite and Conquer: How To Build Coalitions That Win and Last. Berrett-Koehler Publishers.
- Sinema, Kyrsten (2015). Who Must Die in Rwanda's Genocide?: The State Exception Realized. Lexington Books.